# 成功回避
成功回避(せいこうかいひ)は、心理学用語の一つ。
成功している者よりも駄目な人が可愛がられると無意識に思うことで、成功することを回避しようとすること。
また、うまくいかない理由を考えることで、失敗したときに自尊心が傷つくことを軽減する行動。
成功回避欲求、成功回避傾向、成功回避動機といった使い方をする。たとえば、政治家や芸能人やフリージャーナリストなど社会的に注目を浴びる職業に就く事に成功することにより社会的に注目されたり「公人」となることにより、もはや「平凡な」人生を歩むことが出来なくなったり、周囲の人から嫉妬されることを嫌悪する。